# Фелікс Леон Карбальо
Фелікс Леон Карбальо (17 травня 1952) — кубинський дипломат. Надзвичайний і Повноважний Посол Куби в Україні.

## Біографія
Народився 17 травня 1952 році у місті Кунагуа. Закінчив Московський державний педагогічний інститут ім. Моріса Тореза, курси міжнародних відносин в Гавані, курс навчання на підготовчому факультеті Мінського державного педагогічного інституту  іноземних мов. 
З 1975 по 1982 рр. — аташе, третій, другий секретар Посольства Куби в СРСР. 
З 1982 по 1986 рр. — співробітник Управління Європи Міністерства закордонних справ Куби.
З 1986 по 1990 рр. — Перший секретар, Радник з політичних питань Посольства Куби в СРСР.
З 1990 по 1993 рр. — співробітник Управління Європи Міністерства закордонних справ Куби.
З 1993 по 1998 рр. — Генеральний консул Республіки Куба в Санкт-Петербурзі. 
З 1998 по 2000 рр. — співробітник Управління Європи Міністерства закордонних справ Куби. 
З 2001 по 2005 рр. — Надзвичайний і Повноважний Посол Республіки Куба в Республіці Білорусь. 
З 2008 року — Надзвичайний і Повноважний Посол Республіки Куба в Києві.